# Église de Rusko
L'église Marie-Madeleine de Rusko   (en finnois : Ruskon Maria Magdalenan kirkko) est une église médiévale en pierre construite à Rusko en Finlande,,,.

## L'église
La colline de l'église de Rusko est un environnement religieux hérité du Moyen Âge dans la vallée de la rivière Rusko. 
La voûte ressemble ressemble à celle de la nef centrale de la cathédrale de Turku. 
La sacristie est plus ancienne que la nef. 
L'église a conservé deux autels médiévaux en briques, un maître-autel en maçonnerie sur le mur est et un autel latéral à l'est de la porte de la sacristie sur le mur nord - probablement l'autel de Maria, qui sert de piédestal à la chaire. 
La décoration intérieure provient en partie d'une restauration effectuée dans les années 1920. 

## Le clocher et le cimetière
Le clocher peint en rouge est bâti du côté sud-est de l'église en 1744. 
Sa base en pierre a été aménagée en morgue en 1927,. 
Les arbres centenaires du cimetière montrent son étendue au XIXème siècle. 
Le mémorial à l'évêque Maunu Ier, originaire du village de Märttelä à Rusko, date de 1929 et a été offert par Amos Anderson,. 
L'église et le clocher sont entourés d'un cimetière clôturé d'un mur en pierre grise,.

## Classement
La direction des musées de Finlande a classé l'église de Rusko et l'ancien presbytère voisin parmi les sites culturels construits d'intérêt national en Finlande.